# Eveline Accart
Eveline Simone Marie Accart-Becker  (* 13. Februar 1921 in Laires; † 22. Oktober 2015 in Rennes) war eine französische Pianistin, Komponistin, Toningenieurin und Rundfunkregisseurin.

## Leben
Eveline Accarts Eltern waren Jean Omer Charlemagne Accart (1878–1950) und dessen Frau Adrienne Mathilde Godefroy (1888–1950). Sie hatte zwei ältere Brüder: Jean Mary Julien (1912–1992) und Robert Edmond Lucien (1913–2008). Jean Mary Accart war ein französisches Fliegerass im II. Weltkrieg. Eveline Accart studierte am Lycée in Nizza Klavier bei Albert Ribollet (1884–1963) sowie Harmonielehre und Kontrapunkt bei Albert Tadlewski (1892–1945). Ihre Eltern wohnten in Südfrankreich. In ihrer Jugend hatte sie eine ungefähr zweijährige Beziehung mit dem ungarisch-kanadischen Komponisten István Anhalt (1919–2012), der gemeinsam mit ihr zweimal Weihnachten mit deren Eltern verbrachte. Zwischen 1937 und 1940 trat sie als Pianistin in diversen Konzerten und Klavierabenden auf. Von 1941 bis 1948 studierte sie am Conservatoire National de Paris. Ihre Dozenten waren Noël Gallon, Roger-Ducasse, Tony Aubin und in Musikgeschichte Norbert Dufourqc. Dort erhielt sie mehrere erste Preise: 1944 im Fach Fuge, 1945 in Komposition und 1947 in Musikgeschichte. Später arbeitete sie als Toningenieurin und Regisseurin beim ORTF in Paris. Zwischen 1960 und 1975 sind mehrere Programme, bei denen sie mitarbeitete, beim Institut National de l’Audiovisuel dokumentiert. Sie stand in Briefkontakt mit Nadia Boulanger und Hans Rosbaud. Eveline Accart war mit dem Cellisten Hugues Becker verheiratet.

## Werke (Auswahl)

### Musikalische Kompositionen
- Streichquartett, 1943
- Klavierkonzert, 1945
- Schauspielmusik für Ubu Roi von Alfred Jarry, 1947
- Sinfonie 1951–1953
- Divertissement sur thèmes alsaciens, 1954. Auftragswerk für Radio Strasbourg
- Concertino für Viola und Orchester, 1955[9], Dauer: ca. 13 Minuten
- Concert pour cuivres et Cordes [Konzert für Blechbläser und Streicher]; Besetzung: 2 Hörner, 2 Trompaten, Tenorposaune, Bassposaune und Streicher OCLC 725596398 Das Werk wurde am 17. Juli 1974 vom Kammerorchester des ORTF mit dem Blechbläserquintett Ars nova unter der Leitung von Jean Doussard aufgeführt und im ORTF gesendet.[10]

- Concerto für Flöte, Trompete, Klavier und Streicher, 1974[11][12]
- Concerto für Kammerorchester[9]
- Mouvement für Posaune und Klavier, veröffentlicht in: Collection panorama : [œuvres contemporaines] : 2e recueil d'oeuvres pour trombone et piano, publiziert bei Gérard Billaudot, 1996 OCLC 800994992
- Sonate für Viola solo. Micheline Lemoine gewidmet I Thema mit sieben Variationen II Lento III Allegro. Publiziert bei Gérard Billaudot, 1974 OCLC 5756058
- Suite für Violine und Klavier

### Briefe
- Drei Briefe an Nadia Boulanger, 1946–1948 OCLC 494701061